# Monopteros (Tempel)

Schematischer Grundriss eines Monopteros

Ein Monopteros (altgriechisch μονόπτερος, von μόνος monos „nur, einzig, allein“ und πτερόν pteron „Flügel“; Plural fachsprachlich Monopteroi, deutsch auch Monopteren) ist ein Rundbau mit Säulen, der nach modernem Sprachgebrauch im Unterschied zur Tholos keine Cella als geschlossenen Innenraum besitzt. In der griechischen und insbesondere der römischen Antike konnte der Begriff jedoch auch für die Tholos verwandt werden.

## Antike
In der Antike dienten Monopteroi unter anderem als eine Art Baldachin für ein Kultbild. Ein Beispiel hierfür stellt das Denkmal für Lysikrates in Athen dar, dem allerdings bereits in der Antike die Zwischenräume zwischen den Säulen vermauert wurden. Der Tempel der Roma und des Augustus auf der Athener Akropolis ist ein Monopteros aus römischer Zeit mit freien Säulenzwischenräumen.

## Neuzeit
Im Barock beziehungsweise im Klassizismus ist der Monopteros als Musentempel ein beliebtes Baumotiv in französischen und englischen Gärten. Auch in der deutschen Parklandschaft ist der Monopteros vertreten, obgleich er manchmal nur vier bis acht Säulen hat. Höhere Säulenzahlen kommen etwas seltener vor. Der Monopteros im Englischen Garten in München sowie ein Tempel im Hayns Park in Hamburg-Eppendorf sind bekannte Beispiele. Manche Brunnen in Parks und Kurbadanlagen haben das Aussehen eines Monopteros. Manche Monopteroi sind mit Staffagebauten wie einem Portikus versehen, die dem Monopteros vorgelagert wurden. Diese wiederum haben dabei nur eine gestalterische Funktion, da ihr Vorhandensein nicht zwingend erforderlich ist, um einen Zugang zu dem von allen Seiten offenen Tempel zu erhalten.
Mancher Monopteros wird wegen seines kreisrunden Grundrisses als Rotunde bezeichnet. Zu berücksichtigen ist jedoch, dass manche Monopteroi vier- und mehreckige Grundrisse haben, die somit nicht als Rotunde zu bezeichnen sind. Als Beispiel seien der Musentempel mit der Muse Kalliope im Park Schloss Tiefurt genannt, der einen sechseckigen Grundriss aufweist, und der Amortempel auf einem viereckigen Grundriss im Garten von Lustschloss Scharnhausen.

## Ansichten

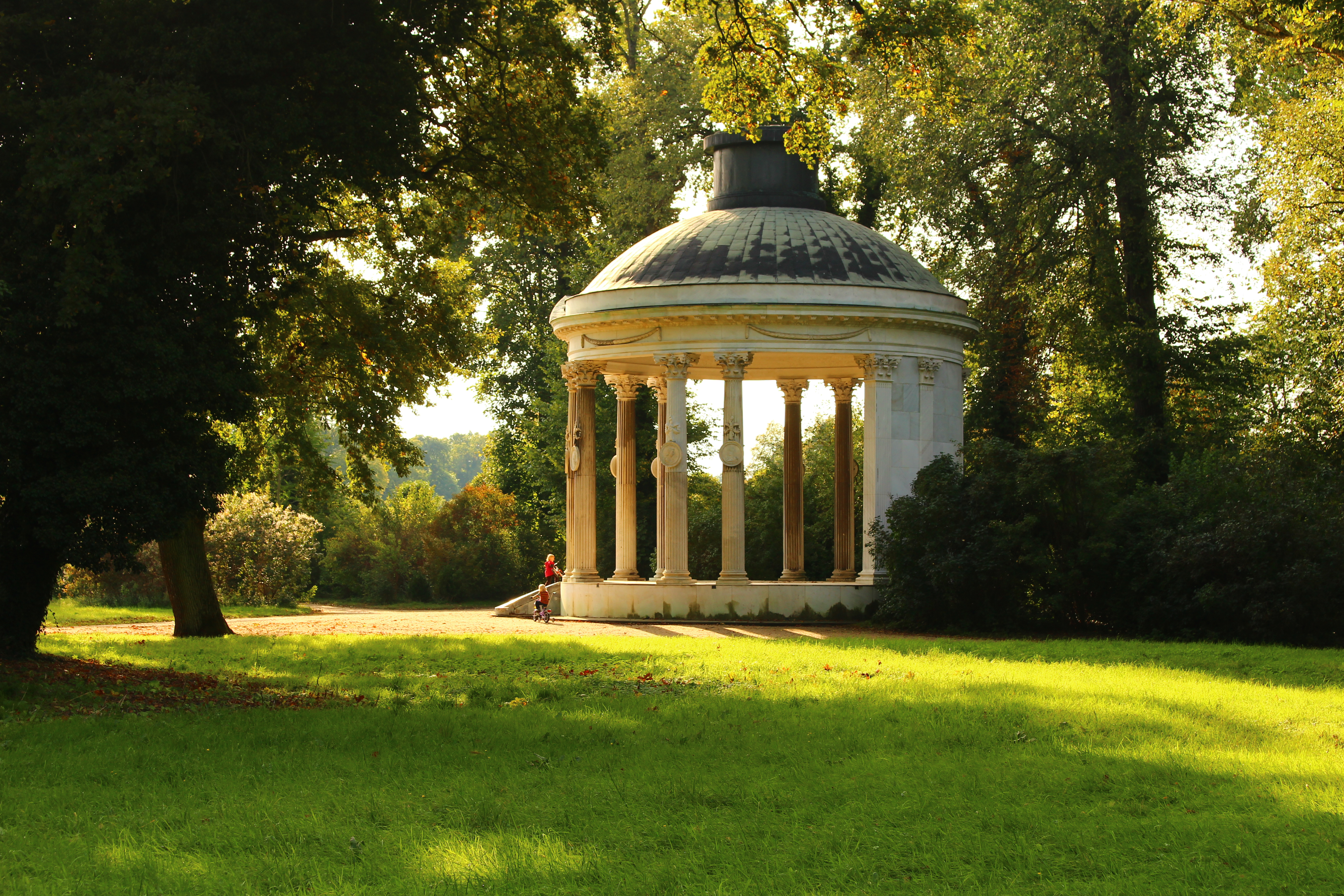
Freundschaftstempel im Park Sanssouci in Potsdam, errichtet 1768–70
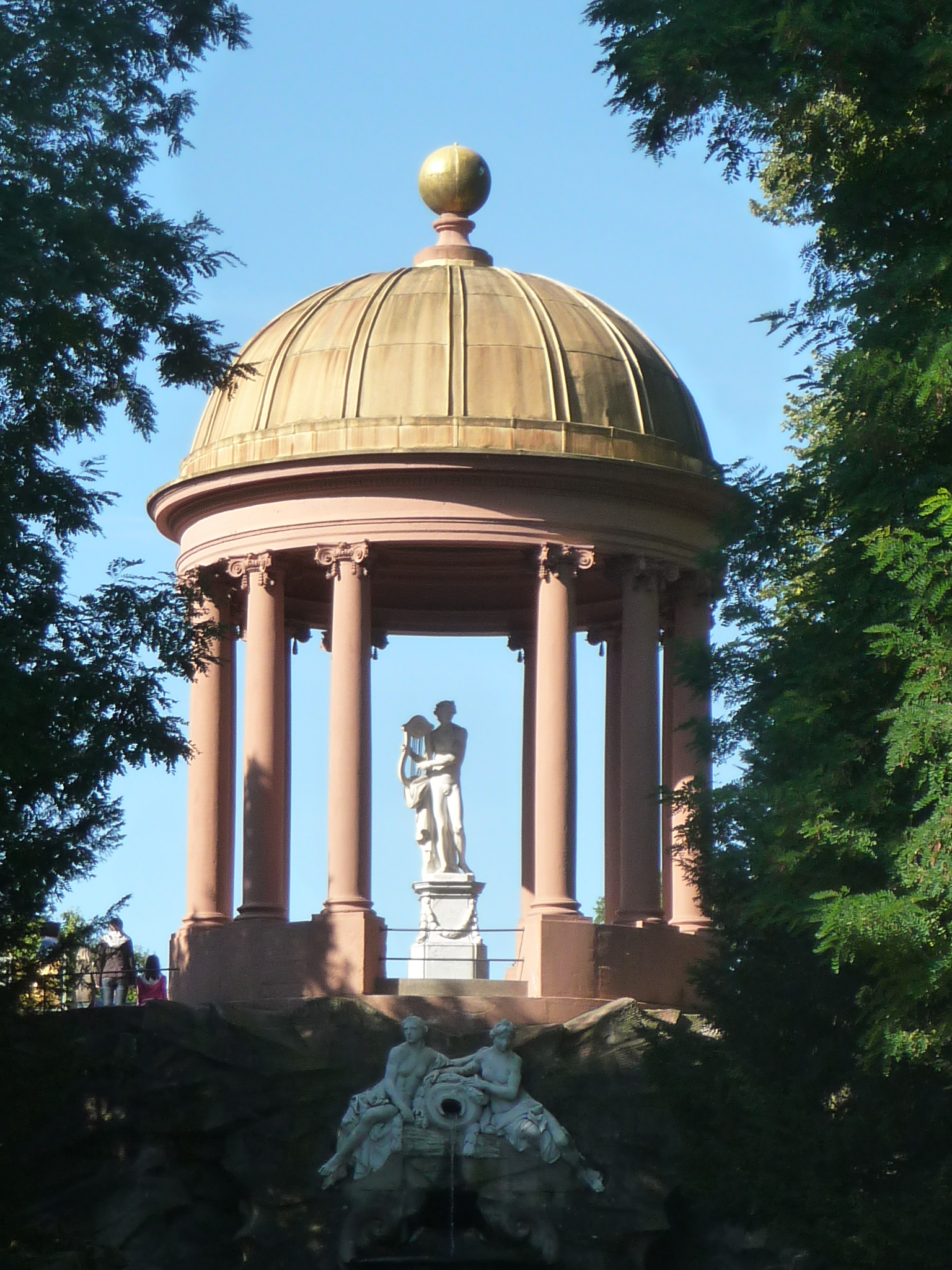
Apollotempel im Park von Schloss Schwetzingen, ab 1762
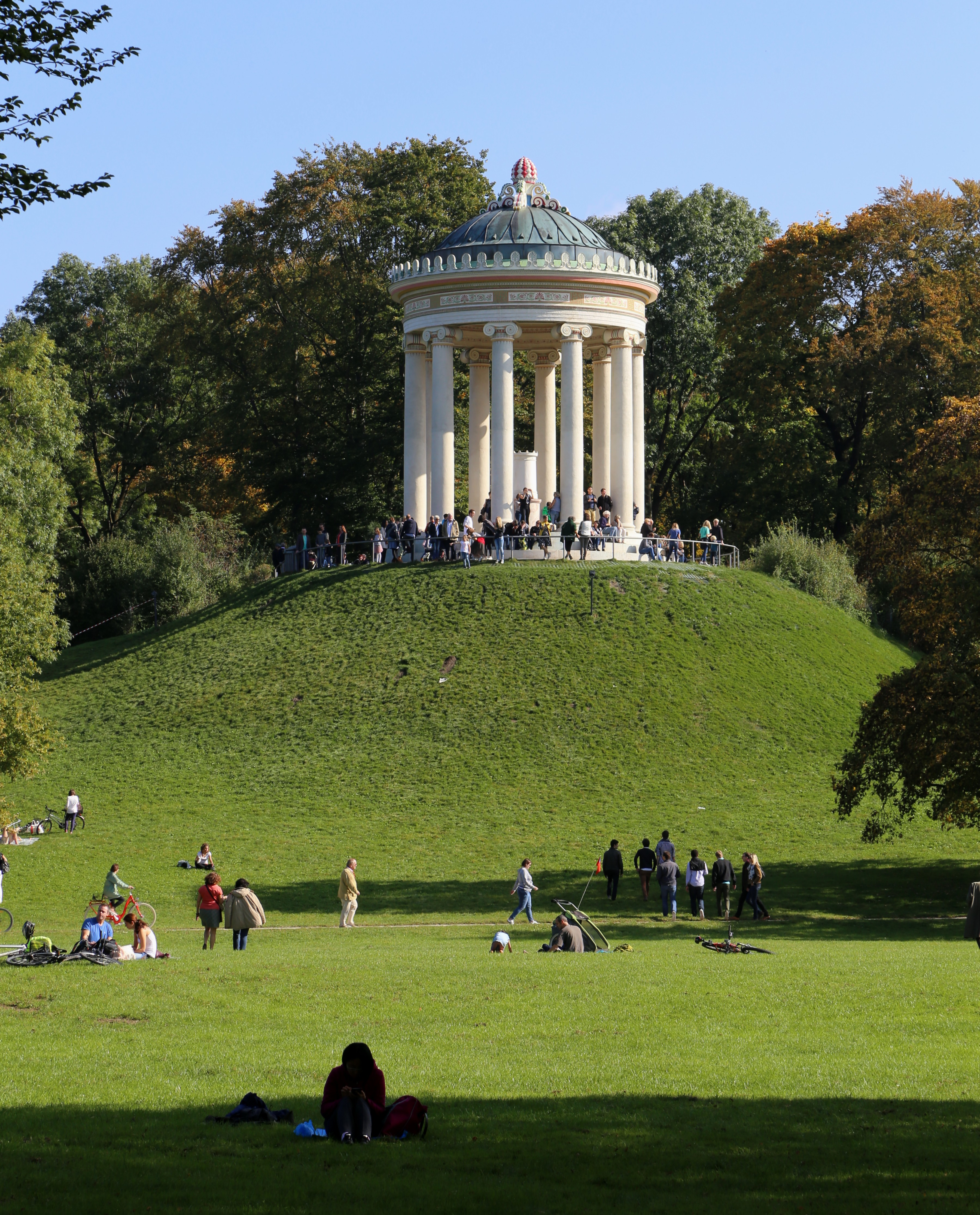
Monopteros im Englischen Garten in München, erbaut 1831–36
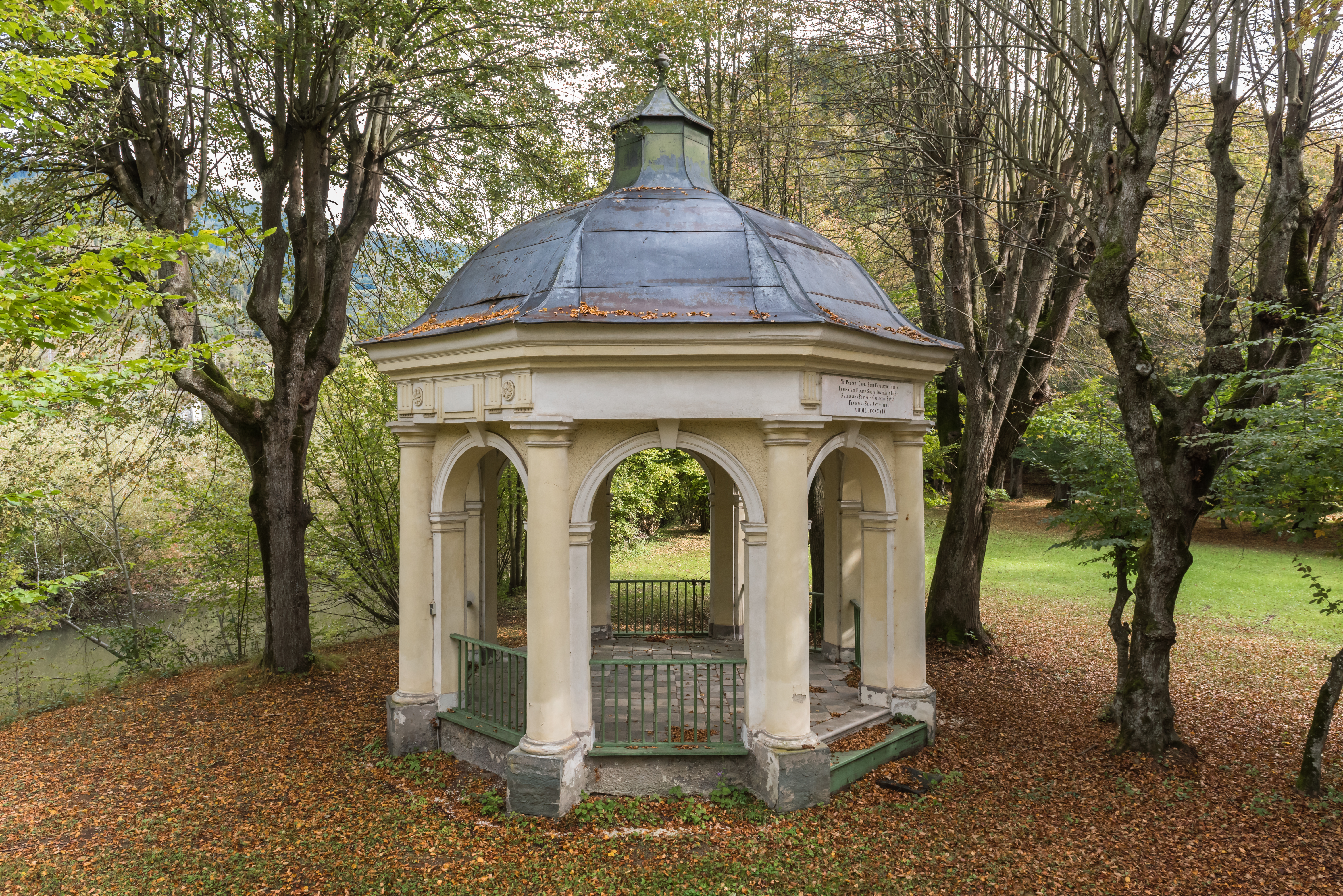
Monopteros im Garten von Schloss Pöckstein, Kärnten, erbaut 1834
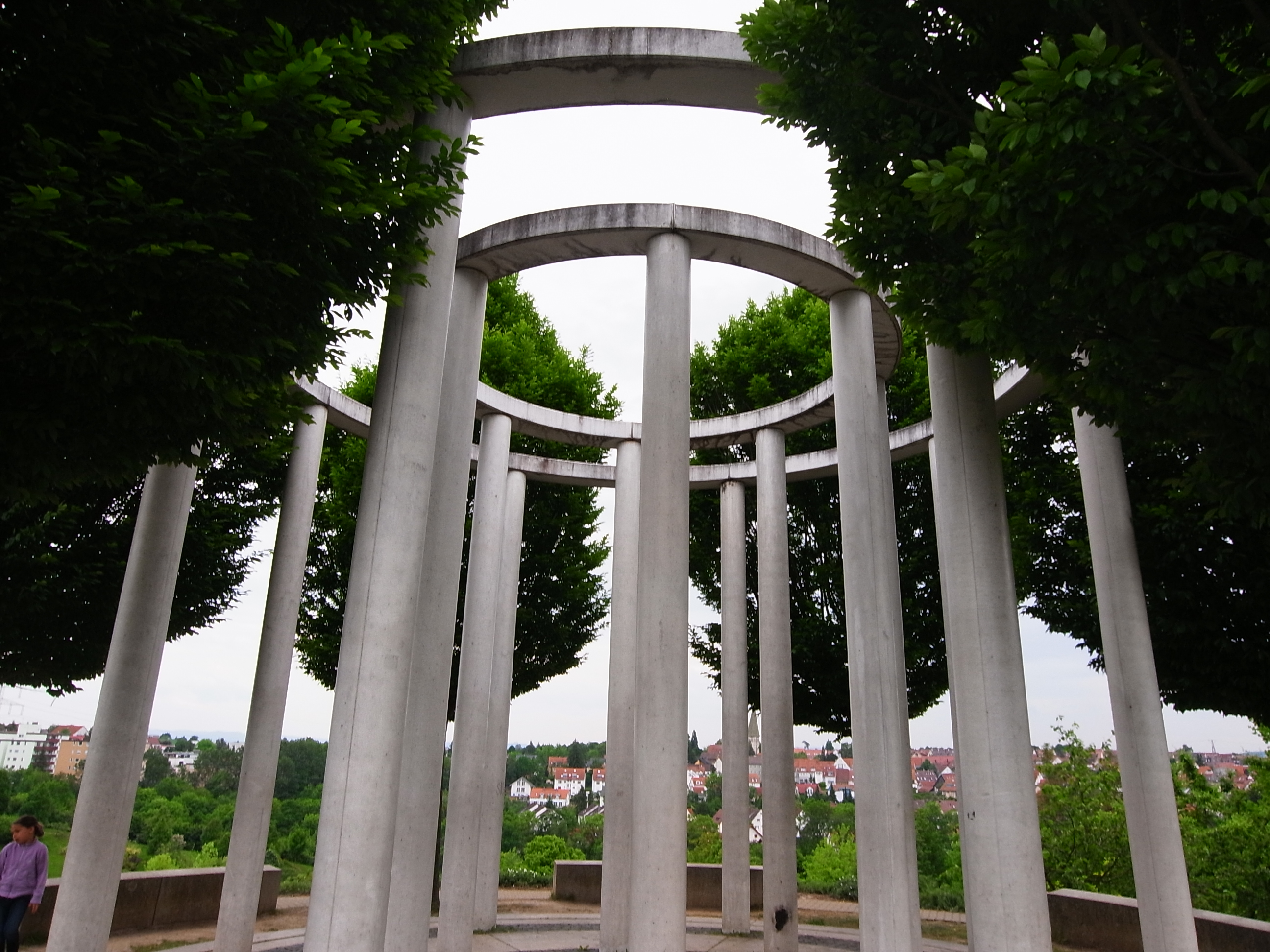
Monopteros in den Hohenheimer Gärten der Universität Hohenheim, erbaut 2001
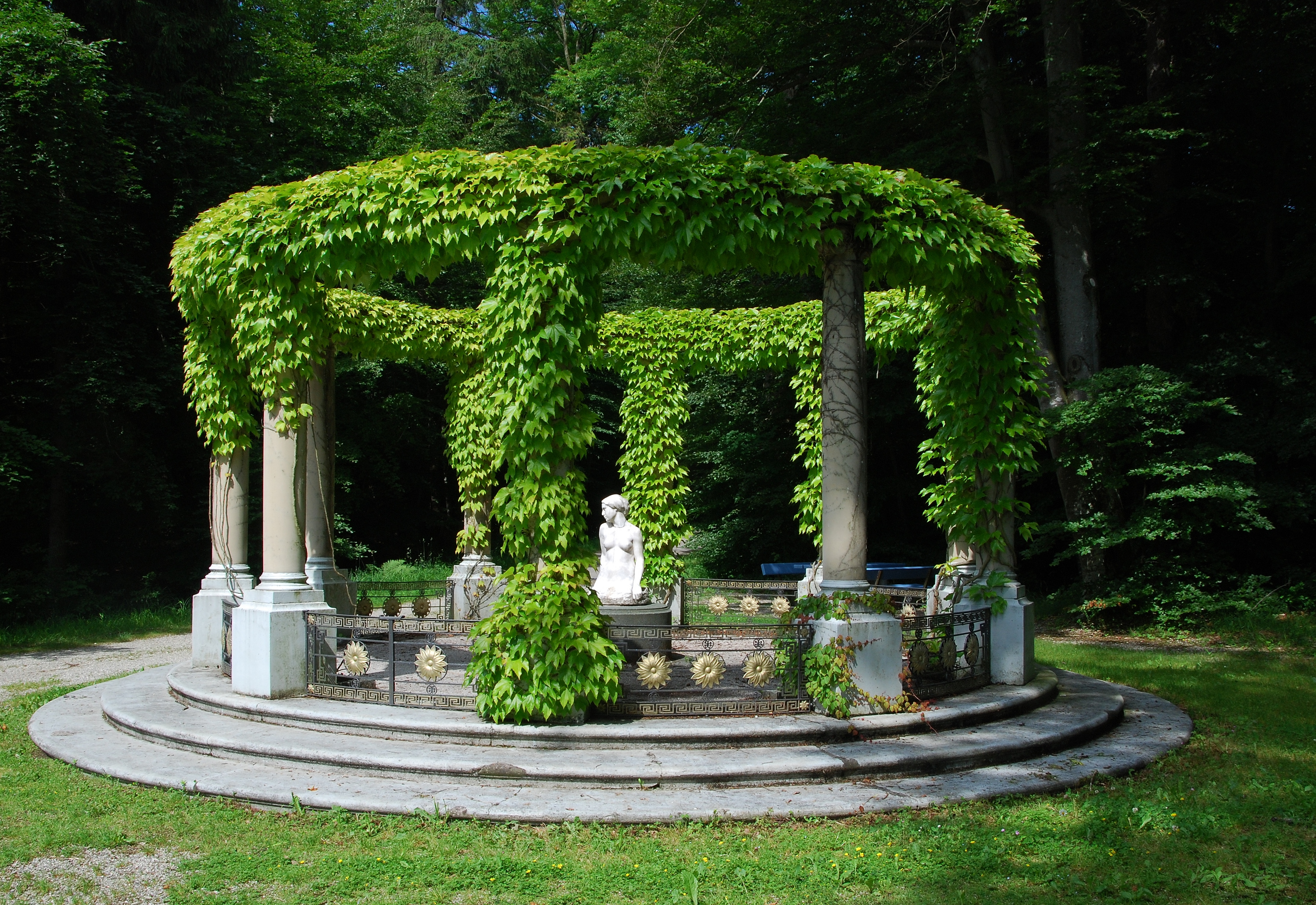
Monopteros im Park von Schloss Höhenried am Starnberger See
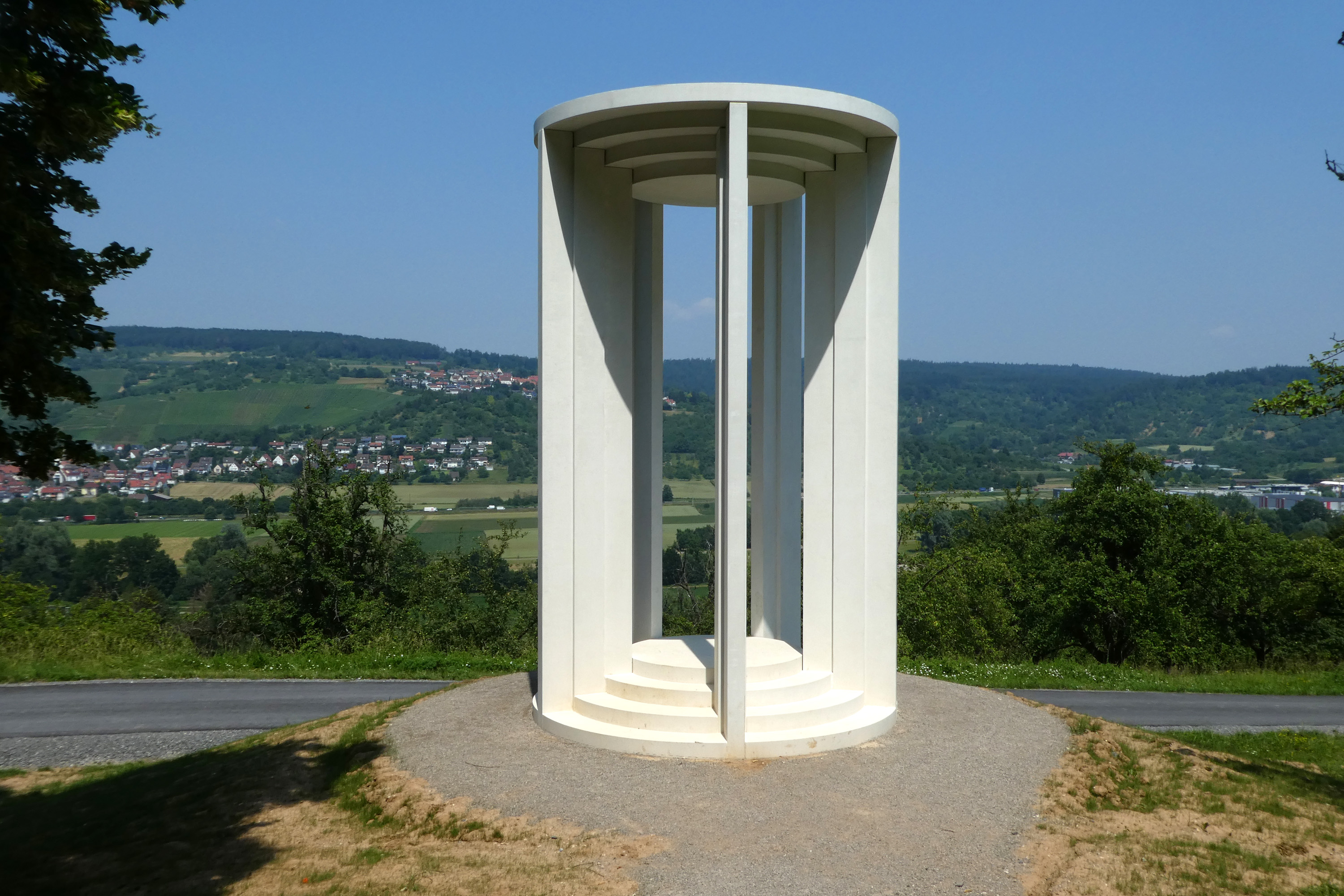
Monopteros in Winterbach, erbaut 2019